# Bright Stream
BRIGHT STREAM – dwudziesty ósmy singel japońskiej piosenkarki Nany Mizuki, wydany 1 sierpnia 2012 roku. Utwór tytułowy został użyty jako piosenka przewodnia w filmie Magical Girl Lyrical Nanoha The MOVIE MOVIE 2nd A’s, utwór Sacred Force został również wykorzystany w filmie, a utworu FEARLESS HERO użyto jako opening anime DOG DAYS' Season 2. Singel osiągnął 2 pozycję w rankingu Oricon i pozostał na liście przez 12 tygodni, sprzedano 75 379 egzemplarzy, natomiast 102 924 kopii całościowo.

## Lista utworów
| Nr | Tytuł           | Słowa             | Kompozycja    | Aranżacja      | Czas |
| -- | --------------- | ----------------- | ------------- | -------------- | ---- |
| 1. | "BRIGHT STREAM" | Nana Mizuki       | Eriko Yoshiki | Hitoshi Fujima | 4:11 |
| 2. | "FEARLESS HERO" | Seiko Fujibayashi | Yūki Nara     | Junpei Fujita  | 4:16 |
| 3. | "Sacred Force"  | Hibiki            | Shihori       | Hitoshi Fujima | 3:07 |